# بو رالف
بو رالف (سوئدی: Bo Ralph؛ زادهٔ ۴ اکتبر ۱۹۴۵) زبان‌شناس، عضو آکادمی سوئد و استاد رشته زبان‌های نوردیک از دانشگاه یوهانس گوتنبرگ اهل سوئد است. او در ۱۹۹۹ به عضویت آکادمی سوئد رسید. وی کرسی شماره ۲ این آکادمی را در اختیار گرفت و جایگزین فیلسوف و جامعه‌شناس Torgny T:son Segerstedt گردید.
او عضو آکادمی نروژی علم و نامه است.